# Chelois
Chelois ist eine Rotweinsorte. Die rote Sorte ist eine Neuzüchtung zwischen den Sorten Seibel 5163 und  Seibel 5593. Die Kreuzung erfolgte durch den französischen Züchter Albert Seibel. Durch den Einfluss der Elternteile besitzt die Hybridrebe Chelois die Gene der Wildreben Vitis labrusca, Vitis riparia, Vitis vinifera, Vitis rupestris, Vitis cinerea und Vitis aestivalis.  Chelois gehört zur Familie der Seibel-Reben.
Vor 1958 wurde sie auf knapp 900 Hektar in Frankreich angebaut. Heute ist sie in Kanada (ca. 3 ha) und an der kalten nordamerikanischen Ostküste (65 ha) zum Beispiel in den US-Bundesstaaten New York (→ Weinbau in New York, Finger Lake AVA), Ohio (→ Weinbau in Ohio), Missouri (→ Weinbau in Missouri) und in Pennsylvania (→ Weinbau in Pennsylvania) zu finden. 
Die früh reifende und ertragreiche Sorte verfügt über eine gute Resistenz gegen die Rebkrankheiten Echter Mehltau und Falscher Mehltau. Sie erbringt nur mäßige Weine, die als Roséwein ausgebaut die besten Ergebnisse liefert.
Siehe auch die Artikel Weinbau in Kanada, Weinbau in Frankreich und Weinbau in den Vereinigten Staaten sowie die Liste von Rebsorten.
Synonyme: Chelois Noir und Seibel 10878 (die Zuchtstammnummer).
Abstammung : Seibel 5163 × Seibel 5593